# 情感交鋒
《情感交鋒》(英語：Friendly Fire)是美國搖滾樂團聯合公園的一首歌曲。這首歌最初是在2017年製作第七張錄音室專輯《光芒再現》的錄音期間錄製的,後來於2024年2月23日正式發行,作為精選輯《Papercuts (Singles Collection 2000–2023)》的首支單曲。它也作為專輯本身的第20首和最後一首歌曲出現。
值得一提的是,這首歌標誌著聯合公園在經歷重大變故後的回歸。樂隊在2017年痛失主唱查斯特·班寧頓,經過一段時間的沉寂和調整,他們用這張跨度23年的精選輯向樂迷表達了再出發的決心。新單曲"Friendly Fire"展現了樂隊鮮明的音樂風格,強勁的節奏和深刻的歌詞引發共鳴,讓歌迷們再次感受到聯合公園音樂的魅力。

## 背景
2020年6月,聯合公園成員兼共同創始人麥克·篠田透露了一首包含查斯特·班寧頓人聲的歌曲,該歌曲是在2017年，樂隊錄製第七張錄音室專輯《光芒再現》期間製作的。這首名為"Friendly Fire"的歌曲由麥克、樂隊吉他手布莱德·达尔森以及音樂人喬治·格林共同創作,喬治還曾是專輯中其他兩首歌曲"Nobody Can Save Me"和"Battle Symphony"的聯合作詞人。然而,麥克提到,這首歌可能還需要數年時間才能發行。

## 編曲
《Revolver》雜誌的伊萊·埃尼斯將"Friendly Fire"描述為"完全契合"《One More Light》專輯的電子流行音樂風格。
這句評論進一步印證了"Friendly Fire"與《One More Light》專輯在音樂風格上的連續性。《One More Light》標誌著聯合公園音樂風格的轉變,他們嘗試融入更多電子音樂和流行音樂的元素,以追求更廣泛的聽眾群。
伊萊·埃尼斯的評論表明,"Friendly Fire"延續了這種音樂探索,並與專輯的整體風格保持一致。這意味著歌迷們可以期待聽到電子合成器、鮮明的節奏以及流行歌曲常用的和聲編寫。
當然,聯合公園在製作新音樂時,從來不會完全拋棄他們的搖滾基因。即使在電子流行的表象下,他們仍然會在歌曲中注入搖滾樂的能量和態度。這種風格的混合與碰撞,正是聯合公園音樂的魅力所在。
作為樂隊的新單曲,"Friendly Fire"不僅承載著對逝者的懷念,也標誌著聯合公園在音樂道路上不斷探索和進化的決心。讓我們拭目以待,看看這首歌能否再次掀起音樂界的波瀾,為樂隊開啟新的篇章。

## 發行
2024年2月19日,聯合公園在其社交媒體與官方頻道上發布了一系列圖像和影片,其中包含了"Friendly Fire"的30秒音頻片段;次日,他們還在SoundCloud頁面上提供了這首歌的預覽。"Friendly Fire"於2024年2月23日以數位格式發行,並在德國以CD單曲的形式發行。這首歌將作為《Papercuts (Singles Collection 2000–2023)》的第20首和最後一首歌曲,該專輯是樂隊職業生涯的精選集,預計將於2024年4月12日發行。

## 音樂錄影帶
這首歌的音樂錄影帶與歌曲本身同時發布。它由樂隊在錄製《光芒再現》專輯期間的片段組成,特別是貝寧頓演唱這首歌的片段、後台畫面,以及One More Light Live中的現場表演片段。
這個音樂錄影帶的內容非常值得關注,因為它提供了一個獨特的視角,讓歌迷們得以一窺聯合公園創作和表演的幕後:
1. 錄音室畫面展現了樂隊成員在創作過程中的努力和投入,尤其是查斯特在錄製歌聲時的狀態和情緒。
2. 後台畫面捕捉了樂隊成員在舞台下的真實瞬間,展現了他們私下裡的友誼和互動。
3. 現場表演片段則再現了聯合公園在《One More Light》巡演中的精彩演出,讓歌迷重溫那些難忘的時刻。

對於歌迷而言,這個音樂錄影帶不僅僅是一個視覺的補充,更是一份彌足珍貴的紀念品。它記錄下了查斯特·貝寧頓生前最後一張專輯的創作過程,以及他在舞台上釋放熱情和能量的樣子。透過這些畫面,我們彷彿能夠再次感受到查斯特的存在,聆聽他用音樂傳遞的訊息。
同時,這個音樂錄影帶也傳達出聯合公園對逝去成員的懷念之情。透過剪輯查斯特生前的片段,他們以最誠摯的方式向這位摯友致敬,表達了永遠將他銘記在心的決心。
總的來說,無論是歌曲本身,還是音樂錄影帶,都飽含著聯合公園成員的心血和情感。作為樂迷,我們不僅能夠從中感受到音樂的力量,更能感受到樂隊對音樂和彼此的熱愛。讓我們懷著敬意和感恩的心情,與聯合公園一起見證這個特殊的時刻,並將這份感動永遠珍藏在心中。

## 榜單
| 榜單                                     | 峰值 |
| ---------------------------------------- | ---- |
| Austria (Ö3 Austria Top 40)              | 62   |
| Canada Rock (Billboard)                  | 38   |
| 捷克（百強數位單曲榜）                   | 43   |
| 德国（德國官方單曲榜）                   | 40   |
| Japan Hot Overseas (Billboard Japan)     | 16   |
| New Zealand Hot Singles (RMNZ)           | 11   |
| 葡萄牙（葡萄牙唱片業協會单曲榜）         | 143  |
| 斯洛伐克（百強數位單曲榜）               | 77   |
| 瑞士（瑞士热门音乐榜）                   | 60   |
| 英國（官方榜单公司下載榜）               | 28   |
| UK Singles Sales (OCC)                   | 31   |
| 美国（《告示牌》Bubbling Under Hot 100） | 2    |
| US Digital Song Sales (Billboard)        | 22   |
| 美國（《告示牌》Hot Rock Songs）         | 13   |
| 美國（《告示牌》Rock Airplay）           | 1    |

## 發行歷史
| 地區   | 日期          | 格式              | 唱片公司 | Ref.   |
| ------ | ------------- | ----------------- | -------- | ------ |
| 全球   | 2024年2月23日 | 數位下載 串流媒體 | 华纳唱片 | [ 24 ] |
| 德國   | 2024年2月23日 | CD單曲            | 华纳唱片 | [ 6 ]  |
| 義大利 | 2024年2月23日 | 電台廣播          | 华纳唱片 | [ 25 ] |